# Butylbenzole
Die Butylbenzole bilden in der Chemie eine Stoffgruppe von vier aromatischen Kohlenwasserstoffen mit allen vier Varianten der Butylgruppe als Substituenten am Benzol. Durch deren unterschiedliche Anordnung ergeben sich vier Konstitutionsisomere mit der Summenformel C10H14. Sie gehören auch zur Gruppe der C4-Benzole.

## Vertreter
| Gefahrensymbol |

| Gefahrensymbol | Gefahrensymbol |

| Gefahrensymbol | Gefahrensymbol | Gefahrensymbol |

| Gefahrensymbol | Gefahrensymbol |

## Darstellung
Ausgehend von Benzol gelingt unter Katalyse mit wasserfreiem Aluminiumchlorid die Darstellung von tert-Butylbenzol mit 2-Chlor-2-methylpropan (tert-Butylchlorid) als Elektrophil in einer Friedel-Crafts-Alkylierung: